# Escudeiro

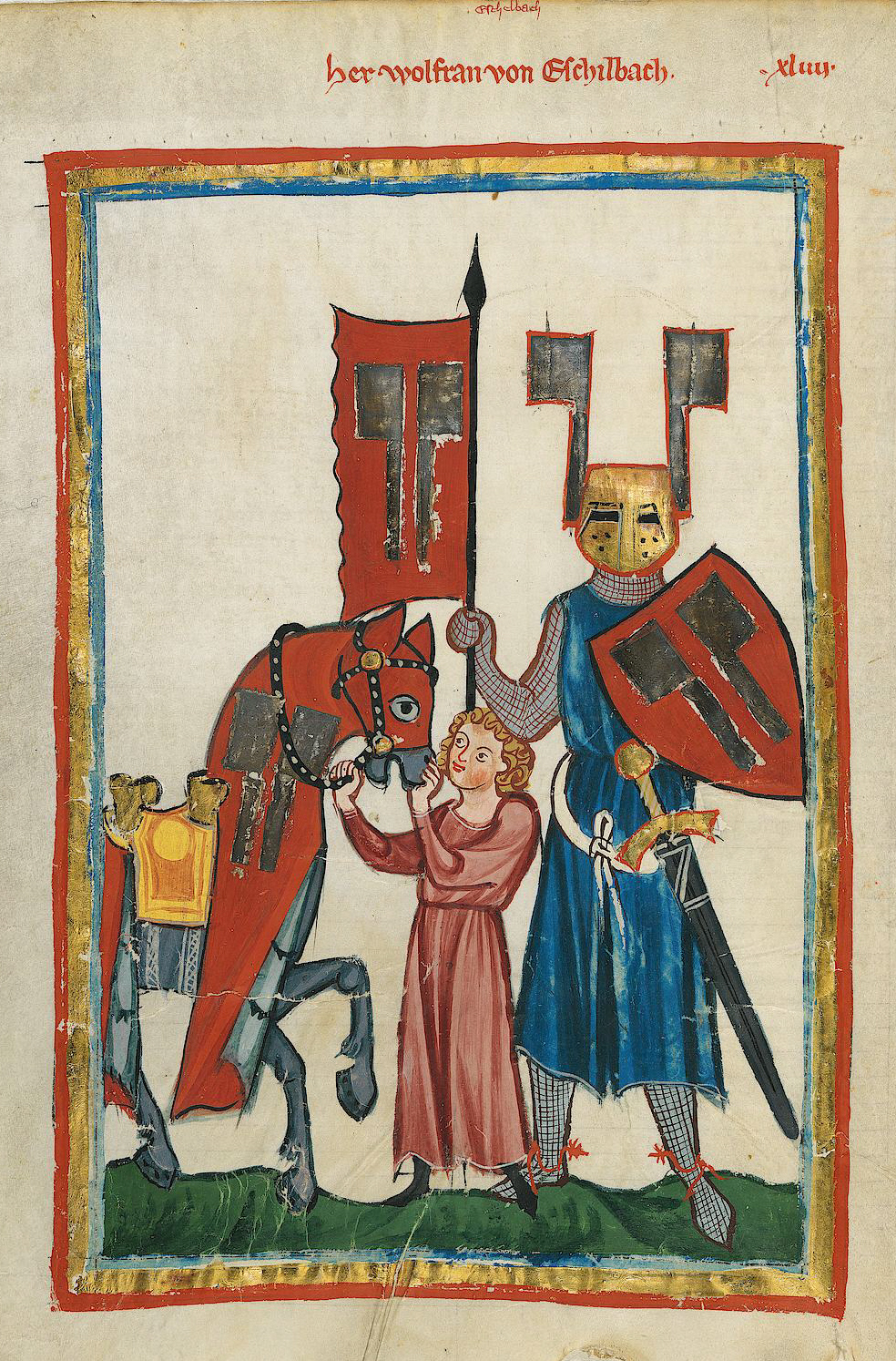
Wolfram von Eschenbach e seu escudeiro (Codex Manesse, século 14)

Na Idade Média, o Escudeiro era o ajudante, como carregador de armas e escudo, de um cavaleiro.
O uso do termo evoluiu ao longo do tempo. Inicialmente, um escudeiro serviu como aprendiz de cavaleiro. A etimologia da palavra escudeiro vem do latim scutarius ("portador do escudo"). No latim clássico, o termo equivalente era armiger ("portador de armas").
Era, normalmente, alguém que por nascimento teria acesso à categoria de cavaleiro mas que ainda não a havia alcançado. Esta classificação abrangia escudeiros rasos, escudeiros de fidalgos e escudeiros de linhagens.
Historicamente, na sua função, tratava-se de um assessor que tinha como responsabilidade cuidar dos cavalos de um nobre. No seu uso contemporâneo faz menção a um assessor pessoal de um monarca soberano ou membro de família soberana. É um termo análogo a ajudante de ordens, mas este prevalece atualmente apenas no Commonwealth das Nações. É o último cargo, em ordem decrescente de importância, na base da nobreza.
Na sua origem, o escudeiro era um cavaleiro em treinamento sempre com armas feitas de madeira. Recebia-se esse título geralmente aos 14 anos, depois de servir desde os 7 como pajem. Os escudeiros eram delegados a um cavaleiro que prosseguia com a educação do jovem. Além de treinamento marcial, os escudeiros se exercitavam em jogos, aprendiam pelo menos a ler, senão a escrever, e estudavam música, dança, canto e a arte da falcoaria. O escudeiro era o companheiro e servente do cavaleiro. Os deveres do escudeiro incluíam o polimento das armaduras e armas (propensas à ferrugem), ajudar seu cavaleiro a se vestir e despir, tomar conta de seus pertences e até dormir no vão ocupado pela porta como um guarda.
Nos torneios e batalhas, o escudeiro ajudava seu cavaleiro quando preciso. Ele levava armas substitutas e cavalos, tratava das feridas, afastava os cavaleiros feridos do perigo, ou garantia um enterro decente, se necessário. Em muitos casos, o escudeiro ia à batalha com seu cavaleiro e lutava ao seu lado. Um cavaleiro evitava lutar contra um escudeiro; se possível, procurava ter como adversário um cavaleiro de posição similar ou mais alta que a sua. Os escudeiros, por sua vez, procuravam atacar cavaleiros inimigos, a fim de ganhar glória matando ou capturando um nobre de título maior que o seu.
Com 21 anos, o escudeiro se tornava elegível para se tornar um cavaleiro. Os candidatos mais adequados eram proclamados cavaleiros por um lorde ou outro cavaleiro de grande reputação. A cerimônia de se tornar um cavaleiro inicialmente era simples: geralmente recebia-se o título no ombro com uma espada e depois afivelava-se um talim. A cerimônia acabou se tornando mais elaborada e a Igreja ampliou o rito. Os candidatos tomavam banho, cortavam o cabelo curto e ficavam acordados a noite inteira numa vigília de reza. De manhã, o candidato recebia, de um cavaleiro, a espada e a espora.
A cavalaria habitualmente só era atingível para aqueles que possuíam terras ou renda suficientes para cobrir as responsabilidades da classe. Entretanto, lordes e bispos importantes podiam manter um considerável contingente de cavaleiros e muitos conseguiam emprego nessas circunstâncias. Escudeiros que lutassem particularmente bem poderiam ganhar o reconhecimento de um grande lorde durante a batalha e ser proclamados cavaleiros no campo de batalha.
Na ficção, um escudeiro famoso é Sancho Pança, que servia Dom Quixote na obra-prima homónima do escritor espanhol Miguel de Cervantes.